# Орлівка (Новгород-Сіверський район)
Орлі́вка — село в Україні, у Новгород-Сіверській міській громаді Новгород-Сіверського району Чернігівської області. Населення становить 1214 осіб. До 2020 орган місцевого самоврядування — Орлівська сільська рада.

## Історія
Орлівка вперше згадується в 1680 р. в універсалі гетьмана Івана Самойловича. В нинішньому центрі села в давнину була болотиста місцевість, через яку протікала річка, на її берегах росли верби, а на них гніздилися орли. Чому ці степові птахи жили тут, для переселенців було загадкою, тож вони увіковічнили орлів у назві села.
Недалеко від Орлівки є урочища Полянське та Чистик. Старожили стверджують, що в них на початку 18 ст. билися окремі частини військ Петра І та Карла XII. Тут знаходили рештки зброї тих часів і поховання. Серед сіл, що існували до татарської навали, Орлівка не значиться, отже цілком можливо, що саме від ординців люди тікали в ці безлюдні місця й селилися на берегах водойм. Село входило до Понорницької сотні (належало І. Мазепі)., з 1708 р. – належало полковникові П.Полуботку, з 1816 – Скоропадським, які 1820 р. передали його С.М. Кочубею.
В період Гетьманщини Орлівка є економічним і торговим центром, зростає кількість дворів. Тут продавали свої вироби щочетверга та в неділю жителі навколишніх сіл, до речі, на рік було 4 великих ярмарки. Так, жителі Фаївки привозили на продаж коноплі, цибулю, часник, різну городину, з Попівки, Печенюгів, Жуклі доставляли хліб, худобу, дерев’яні вироби. Рибу, сіль везли з Новгорода-Сіверського та Понорниці. Хліб купували місцеві й частково переробляли на вино. Винокурний завод на 6 котлів секунд-майора Івана Миклажевського знаходився в п’яти верстах від Орлівки, а у трьох верстах – винокурний завод на 6 котлів надвірного радника Корбія. Вино купували жителі навколишніх сіл. Поблизу Орлівки на хуторі Корбин був один з кращих в губернії цукровий завод Закревського. На р. Убідь були дві греблі, діяла в селі спочатку дерев’яна церква, а в 1825 р. – мурована Вознесенська. На початку 19 ст. Орлівка належала Скоропадським, тож поміщиця Олена Іванівна Скоропадська у 1816 р. й почала будівництво церкви, для цього навколо Орлівки були збудовані примітивні цегельні заводи. На випалювання цегли використовували ліс, працювали місцеві селяни протягом усього світлового дня. У 1820 р. Скоропадські продали володіння С.М. Кочубею, в свою чергу той продав Заславському, при цьому перевіз 300 дворів жителів Орлівки в південні степи. За часів Заславського будівництво церкви було завершено. На неї пішло 1 мільйон штук цегли, витрачено 50 тис. крб., зібраних з селян, керував роботами італійський архітектор. У роки Другої світової війни храм зруйнували, а остаточно руїни розібрали в середині 20 ст. В 1861 р. в зв’язку з ліквідацією кріпацтва селяни Орлівки відмовилися відробляти поміщикам повинності і платити оброк. В село викликали мирового посередника, потім повітового ісправника, проте колишні кріпаки відстоювали свою позицію. Тоді чернігівський губернатор Голіцин дозволив ввести в Орлівку військо для придушення опору селян. 10 квітня 1864 р. після шести годин вмовлянь людей оточили та били прикладами, нагайками, декого прив’язували й били різками. Лише після цього селяни погодилися виконувати повинності поміщикам (як тимчасовозобов’язані) та приступити до оформлення викупних угод.
За даними на 1859 рік у власницькому містечку Новгород-Сіверського повіту Чернігівської губернії мешкало 2226 осіб (1090 чоловічої статі та 1136 — жіночої), налічувалось 272 дворових господарства, існувала православна церква, відбувались базари й 4 щорічні ярмарки.
Станом на 1886 у колишньому власницькому містечку Фаївської волості мешкало 2591 особа, налічувалось 487 дворових господарств, існували православна церква, 2 постоялих двори, 2 постоялих будинки, 8 лавок, 4 вітряних млини, 2 крупорушки, базари, відбувалось 4 ярмарки на рік.
За даними на 1893 рік у поселенні мешкало 3874 особи (1963 чоловічої статі та 1911 — жіночої), налічувалось 660 дворових господарств.
За переписом 1897 року кількість мешканців зросла до 3934 осіб (1946 чоловічої статі та 1988 — жіночої), з яких 3711 — православної віри.
12 червня 2020 року, відповідно до розпорядження Кабінету Міністрів України № 730-р «Про визначення адміністративних центрів та затвердження територій територіальних громад Чернігівської області», увійшло до складу Новгород-Сіверської міської громади.
19 липня 2020 року, в результаті адміністративно - територіальної реформи та ліквідації колишнього Новгород-Сіверського району, село увійшло до новоствореного Новгород-Сіверського району Чернігівської області.